# Смит, Уильям Фэррер
Уильям Фэррер Смит (William Farrar Smith) (17 февраля 1824 — 28 февраля 1903) — американский гражданский инженер, и генерал армии Союза, который командовал несколькими корпусами Потомакской армии в годы американской гражданской войны.

## Ранние годы
Смит родился в Сент-Олбансе, штат Вермонт, в семье Эшбела Смит и Сары Батлер Смит. Он учился в одной из вермонтских школ, а в 1841 году поступил в военную академию Вест-Пойнт, которую окончил в 1845 году, 4-м по успеваемости из класса в 41 кадета. Он был определён в топографический корпус во временном звании второго лейтенанта. 14 июля 1849 года он получил постоянное звание второго лейтенанта, а 3 марта 1853 — звание первого лейтенанта.
Во время службы в инженерном корпусе Смит работал на Великих Озёрах, в Техасе, Аризоне и Флориде, а также в Мексике. Во Флориде он переболел малярией. Несмотря на выздоровление, этот случай испортил ему здоровье на всю оставшуюся жизнь. В 1856 году он стал заниматься обслуживанием маяков и вскоре стал секретарем ведомства маяков. Так же Смит дважды преподавал в Вест-Пойнте математику: в 1846—1848 и в 1855—1856 годах. 1 июля 1859 года Смит получил звание капитана.

## Гражданская война
Вскоре после падения форта Самтер Смит обратился к губернатору штата Вермонт с просьбой дать ему в командование вермонтский полк. 27 апреля 1861 года Смит стал полковником 3-го вермонтского волонтерского полка, одновременно сохраняя своё звание капитана регулярно армии США. 16 июля 1861 он вступил в федеральную армию и во время первого сражения при Бул-Ране служил при штабе генерала Макдауэлла. 13 августа 1861 года он стал бригадным генералом и уговорил Джорджа Макклелана (с которым был близко знаком) поручить ему командование только вермонтскими полками. В итоге образовалась знаменитая вермонтская бригада, имевшая следующий состав:
- 2-й вермонтский полк
- 3-й вермонтский полк
- 4-й вермонтский полк
- 5-й вермонтский полк

Это был первая бригада, собранная из отрядов одного штата. Когда в марте 1862 года была сформирована Потомакская армия, Смит стал командиром 2-й дивизии, VI корпуса (Вермонтскую бригаду он передал Уильяму Бруксу).
В качестве дивизионного командира Смит принял участие в кампании на полуострове, где его дивизия была задействована в сражении при Уильямсберге и при Уайт-Оак-Свемп. За последнее Смит получил временное звание подполковника регулярной армии (28 июня 1862 года).
4 июля 1862 года Смит получил звание генерал-майора федеральной армии. В сентябре он участвовал в мерилендской кампании, однако в сражении при Энтитеме его дивизия задействована не была. Тем не менее, впоследствии, 13 марта 1865 года, Смит получил временное звание бригадного генерала за Энтитем.
Вскоре командиром Потомакской армии стал Эмброуз Бернсайд, который реорганизовал армию. I и VI корпуса были сведены в «левую гранд-дивизию». Франклин был назначен командиром этой дивизии, а на его место командира VI корпуса назначили Смита. Дивизию он передал генералу Эльбиону Хове. В качестве командира VI корпуса Смит принял участие в сражении при Фредериксберге, где, однако, его корпус оказался в стороне от активных боевых действий.
После Фредериксберга Смит присоединился к группе офицеров, требовавших отставки Бернсайда. Линкольн в итоге отстранил Бернсайда от командования, однако, опала коснулась и Смита — отчасти потому, что он был близком другом Макклелана. Его отстранили от командования корпусом, его генерал-майорское звание в итоге не было подтверждено и отменилось 4 марта 1863 года. Оставаясь в звании бригадного генерала, Смит отправился в Пенсильванию, где вступил в ополчение штата, которым тогда командовал Дариус Кауч. В дни геттисбергской кампании отряд Смита столкнулся с кавалерией Джеба Стюарта в бою у Карлайла 1 июля. Впоследствии его люди участвовали в неудачном преследовании отступающей армии генерала Ли.
3 октября 1863 года Смит вернулся в добровольческую армию США в качестве главного инженера Камберлендской армии. В этой должности он участвовал в помощи осажденной Чаттануге, где произвел хорошее впечатление на генерала Гранта. В итоге Грант настоял, чтобы генерал-майорское звание Смита было утверждено, и Сенат, наконец, утвердил его 9 марта 1864 года.
Во время Оверлендской кампании Смиту был поручен XVIII корпус в Армии Джеймса. Он командовал этим корпусом во время сражения при Колд-Харбор и во втором сражении при Петерсберге, где фактически провалил задуманный Грантом внезапный захват Петерсберга. За неудачу под Петерсбергом Грант 19 июля отстранил Смита от командования и отправил на тыловую службу.

## Послевоенная деятельность
В 1865 году Смит уволился из добровольческой армии США, а в 1867 году — из регулярной армии. С 1864 по 1873 год он был президентом Международной Телеграфной Компании, а с 1875 по 1881 служил в Бюро Полицейских Комиссаров Нью-Йорка, являясь с 1877 года его президентом. После 1881 года занимался инженерными работами в Пенсильвании. Смит умер в Филадельфии в 1903 году и похоронен на Арлингтонском кладбище. В 1990 году была издана его автобиография: «Autobiography of Major General William F. Smith, 1861—1864».